# 마크로스 플러스
마크로스 플러스(영어: Macross Plus, 일본어: マクロスプラス)는 4편 완결의 일본 애니메이션 OVA와 동명의 극장판 영화이다. 이 작품은 원작 《초시공요새 마크로스》 텔레비전 시리즈의 첫 번째 속편이다. ('마크로스 2'는 '마크로스'의 세계관과 평행 우주로 진행되었다.) '마크로스 플러스'의 전통적인 셀과 컴퓨터 애니메이션의 조합은 발표 당시는 획기적인 것으로서 이후 일본 애니메이션에서의 컴퓨터를 이용한 영상 혼합의 초석을 마련했다.

## 제작
1992년 빅 웨스트의 《마크로스 2》(평행 우주의 세계관으로 재설정)가 공개된 후에, 《마크로스》의 제작진이었던 카와모리 쇼지가 원래의 '마크로스' 시리즈의 속편에 착수했다. 애니메이션의 치열한 비행 장면을 현실적으로 표현하기 위해 카와모리 쇼지, 액션 안무가 이타노 이치로와 다른 제작진들이 미국 캘리포니아 에드워즈의 에드워즈 공군 기지(시리즈에서의 행성 에덴의 뉴 에드워즈 공군 기지의 기초가 되었다.)의 에어 컴뱃 USA의 공중전 학교에서 얼마간의 연수를 받았다. 1980년대의 차세대 전술 전투기(ATF) 프로그램은 YF-19와 YF-21 사이의 프로젝트 수퍼노바 컨테스트의 기본이 되었다. 결과적으로 YF-21의 설계는 노스럽 YF-23으로부터 많은 영향을 받았다.
에덴 시티의 설계는 샌프란시스코의 풍경의 영향을 받았다.(이는 마크로스 프론티어의 프론티어 시티의 배경이 되기도 했다.) 행성 도처의 풍력발전지역은 캘리포니아의 센트럴밸리에서 보이는 것들에 기초하였고, 에덴의 고속도로는 플로리다주 올랜드의 것을 본땄다.
제작진 중 주목할 만한 인물로는 와타나베 신이치로, 캐릭터 디자이너 마사유키, 샤론 애플의 콘서트 장면을 구상한 애니메이션 감독 모리모토 코지가 있다. 카와모리 쇼지는 애니메이션에 등장하는 모든 새로운 전투기를 설계했다. 미유타케 카즈타카는 이전의 마크로스와 데스트로이드 몬스터를 설계했으며, YF-21 조종석과 YF-21과 YF-19 비행복, X-9 '고스트' 드론 전투기, 이탈한 젠트라디 전투복의 메카 설계자로서 프로젝트로 참여했다.

### 음악
칸노 요코가 음악을 작곡하였다. 오케스트라 음악은 이스라엘 텔 아비브에서 이스라엘 필하모닉 오케스트라의 단원들이 연주, 녹음됐다. 단, 공중전 장면은 체코 공화국 프라하에서 체코 필하모닉 오케스트라가 녹음했다.
샤론 애플의 노래는 가브리엘라 로빈, 아라이 아키노, 야마네 마이, 멜로디 섹스톤, 우욘타나, 라이체 코테브 자매(Raiché Coutev Sisters) 등의 여러 가수들이 불렀다. 극중의 가장 주목할 만한 노래는 아라이 아키노가 부른 뮨의 'Voices'로, 사운드트랙 중 유일한 일본어 노래이다. 'Information High', 'The Borderline', 'Pulse'의 세 곡은 영어, 'Idol Talk'은 프랑스어이며, 'After, in the Dark - Torch Song', 'Santi-U', 'A Sai En', 'Wanna Be an Angel'의 네 곡은 허구의 젠트란 언어로 불렀다.

## 마이크로 플러스 -무비 에디션-
마크로스 플러스 -무비 에디션-(MACROSS PLUS -MOVIE EDITION-)은 일본에서 제작된 카와모리 쇼지,와타나베 신이치로 감독의 1995년 애니메이션 영화이다. 이시즈카 운쇼 등이 출연하였다.

### 출연
- 이시즈카 운쇼
- 우츠미 켄지
- 야마자키 타쿠미
- 후카미 리카
- 효도 마코